# Aeroporto de Valência
O Aeroporto de Valência, também chamado Aeroporto de Manises por se localizar entre os municípios de Manises e Quart de Poblet (IATA: VLC, ICAO: LEVC), é um aeroporto espanhol administrado pela AENA que serve a cidade e a área metropolitana de Valência, na Espanha.

## Localização
O Aeroporto de Valência fica oito quilômetros a oeste da capital, no município de Manises e próximo ao município Quart de Poblet, com uma altitude de 68,67m acima do nível do mar.